# 2009년 경찰 야구단 시즌
2009년 경찰 야구단 시즌은 경찰 야구단이 KBO 퓨처스리그에 참가한 4번째 시즌으로, 유승안 감독이 팀을 이끈 첫 시즌이다. 조영훈이 주장을 맡았으며, 팀은 북부리그 6팀 중 2위, 전체 10팀 중 승률 2위를 기록했다.

## 타이틀
- 세계야구선수권대회 국가대표: 노병오, 손승락, 양의지, 조영훈
- 퓨처스 올스타: 홍성균, 김기남, 송승민, 이도윤
- 출장(타자): 송승민, 전현태, 황동채 (89)
- 장타율: 김용섭 (0.675)
- OPS: 김용섭 (1.106)
- 2루타: 김용섭 (35)
- 홈런: 조영훈 (24)
- 4사구: 황동채 (53)
- 이닝: 차정민 (127.1)
- 상대한 타자 수: 차정민 (561)
- 북부리그 홀드: 이재곤 (8)

## 선수단
- 투수 : 손승락, 신용운, 원종현, 이재곤, 전준호, 차정민, 노병오, 한승엽, 차기훈, 홍성균, 이형범
- 포수 : 양의지, 김기남, 김민철
- 내야수 : 전현태, 조영훈, 김용섭, 송승민, 권영준[1]
- 외야수 : 양영동, 황동채[2], 이도윤[3], 최훈락, 김한상, 이창석

## 여담
- 이시찬은 갑상선 이상으로 인해 의가사 제대했다. 이는 복무 기간을 온전히 채우지 못한 첫 케이스였다.
- 황동채는 KBO 퓨처스리그 사상 최초로 단일 시즌 400타석을 달성했다.

## 같이 보기
- 2001년 상무 피닉스 야구단 시즌